# Teatersport
 Der er for få eller ingen kildehenvisninger i denne artikel, hvilket er et problem. Du kan hjælpe ved at angive troværdige kilder til de påstande, som fremføres i artiklen.

Teatersport er en undeholdningsform, hvor deltagerne konkurrerer om at improvisere et teaterstykke ud fra et emne, de først får når de står på scenen.

## Eksempel
En af øvelserne, undertiden kendt som "Flyvende udskifting", går ud på, at der går to på gulvet/scenen. Publikum, skal så give de to personer et sted, som de to personer skal spille en scene fra. Det kan fx være en tøjbutik, hvor deltagerne så skal improvisere en scene fra en tøjbutik.
| Kunst og kultur | Spire Denne artikel om scenekunst og teater er en spire som bør udbygges. Du er velkommen til at hjælpe Wikipedia ved at udvide den. |